# Habrovany (ort i Tjeckien, Ústí nad Labem)
Habrovany är en ort i Tjeckien.   Den ligger i regionen Ústí nad Labem, i den nordvästra delen av landet, 60 km nordväst om huvudstaden Prag. Habrovany ligger 238 meter över havet och antalet invånare är 219.
Terrängen runt Habrovany är huvudsakligen kuperad, men åt nordväst är den platt.Runt Habrovany är det ganska tätbefolkat, med 78 invånare per kvadratkilometer. Närmaste större samhälle är Ústí nad Labem, 7,8 km nordost om Habrovany. I omgivningarna runt Habrovany växer i huvudsak blandskog.